# Ovamboskriktrast
Ovamboskriktrast (Turdoides melanops) är en fågel i familjen fnittertrastar inom ordningen tättingar.

## Utseende
Ovamboskriktrasten är en medelstor (25 cm) skriktrast. Fjäderdräkten är matt gråbrun, med gråfläckad hjässa, ljusgult eller vitt öga, lätt fjälligt bröst, svart stjärt och svart tygel.

## Utbredning och systematik
Ovamboskriktrasten förekommer i södra Afrika. Den delas in i två underarter med följande utbredning:
- T. m. melanops – sydvästra Angola och norra Namibia
- T. m. querula – nordvästra Botswana, nordöstra Namibia och angränsande sydöstra Angola

Vissa urskiljer även underarten angolensis med utbredning i sydvästra Angola (Huíla, östra Namibe).

## Levnadssätt
Ovamboskriktrasten hittas i akacieskogar, savann med ’’Musanga cecropioides eller Terminalia prunioides-skogar. Den födosöker på marken eller lågt i gräs, vanligen i grupper om fem till sju fåglar men ibland fler. Födan består av insekter, kräldjur och frukt.

### Häckning
Arten häckar oktober–december samt i mars i Namibia, i Angola november–januari. Boet är en grov skål av gräs som placeras i en stor buske eller lågt i ett träd. Däri lägger den två till tre ägg. Vid ett bo har upp till fyra fåglar noterats hjälpa föräldrarna med att mata och skydda ungarna.

## Status och hot
Arten har ett stort utbredningsområde, men tros minska i antal, dock inte tillräckligt kraftigt för att den ska betraktas som hotad. Internationella naturvårdsunionen IUCN listar arten som livskraftig (LC).

## Namn
Fågelns svenska artnamn syftar på Ovamboland, namn på det område som bebos av ovambofolket i norra Namibia och södra Angola.